# Handelsminister
Handelsminister är den minister i ett lands regering som ansvarar för handelspolitiken. I flera länder, till exempel Storbritannien, ingår de närings- och handelspolitiska frågorna i samma ministerportfölj. I USA finns en särskild handelsrepresentant som har kabinettsrang, det vill säga ingår i USA:s kabinett, och som ansvarar för utrikeshandelsfrågor samt förhandlingar inom ramen för Världshandelsorganisationen. Därutvöver finns Secretary of Commerce som har en bredare portfölj och närmast kan betraktas som en näringsminister. I Sverige och Finland finns en handelsminister som sorterar under Utrikesdepartementet respektive Utrikesministeriet.
I Europeiska kommissionen är motsvarande ämbete kommissionären med ansvar för handel. I Europeiska unionens råd möts handelsministrar i formationen Rådet för utrikes frågor.

## Olika länders motsvarigheter till handelsminister
| Land           | Minister                                               | Ministerium                                          |
| -------------- | ------------------------------------------------------ | ---------------------------------------------------- |
| Finland        | Utrikeshandelsminister                                 | Utrikesministeriet                                   |
| Sverige        | Handelsminister                                        | Utrikesdepartementet                                 |
| Storbritannien | Secretary of State for Business, Innovation and Skills | Department for Business, Innovation and Skills (BIS) |
| USA            | Secretary of Commerce                                  | Department of Commerce                               |
| USA            | United States Trade Representative                     | Office of the U.S. Trade Representative              |

## Fotnoter
1. ↑  ”Utrikesministeriets webbplats”. Arkiverad från originalet den 6 december 2008. https://web.archive.org/web/20081206093121/http://formin.finland.fi/public/default.aspx?nodeid=15130&contentlan=3&culture=sv-FI. Läst 23 juli 2010.
2. ↑  Departementets webbplats
3. ↑  Officiell webbplats